# Bokros Birman Dezső
Bokros Birman Dezső (Újpest, 1889. november 19. – Budapest, 1965. január 24.) magyar szobrász- és festőművész, grafikus, illusztrátor; a Képzőművészek Szövetségének alelnöke; baleset áldozata. Ízlés- és formavilágát az egyiptomi, a görög, a reneszánsz szobrászat és saját korának stílusirányzatai alakították. A 20. század első felének egyik legkiválóbb magyar akt- és portrészobrásza.

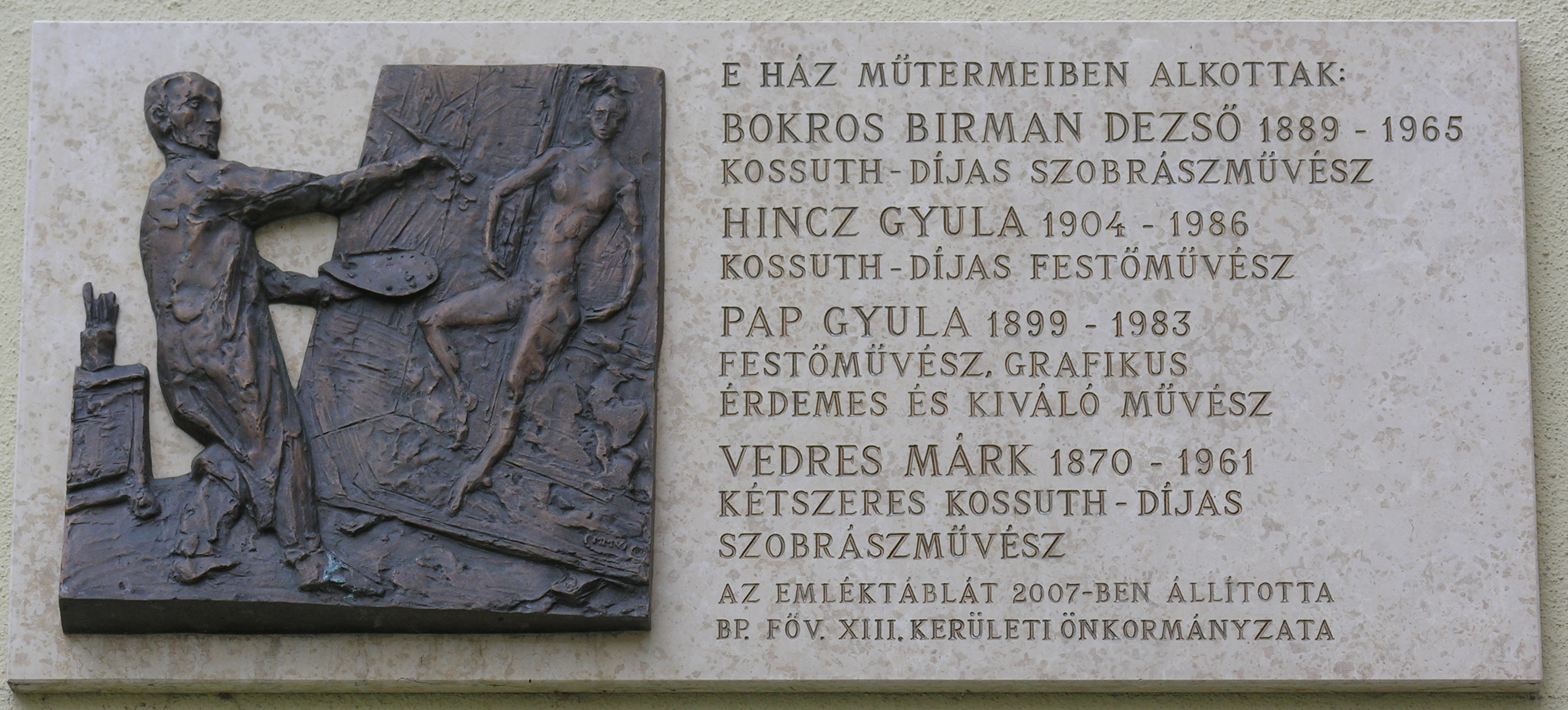
Bokros Birman Dezső műtermének emléktáblája, Budapest XIII., Bulcsú utca 18-20.

## Élete
Bierman Sámuel cipész és Stier Berta fia. A művészet számára nem a mesteriskolákban kezdődött, hanem a megélhetésért való küzdelem hamar a gyakorlati munkához kapcsolta, és csak dekoratív-szobrász segéd korában iratkozhatott be az Iparművészeti Főiskolára (1907), ahol a műhely-gyakorlatát beszámítva azonnal a III. évfolyamra vették fel. Mesterei Mátrai Lajos és Maróti Géza – a 19–20. századforduló ismert épületszobrászai – egyéniségét nemigen formálták. Simay Imre éles kritikája pedig 1910-ben az iskola elhagyására kényszerítette. Az álom és a valóság közti szakadékot néha nem akarta tudomásul venni, a művészet szabadsága és a megélhetési munkák okozta szakadékot nehezen tudta áthidalni, így saját dekoratív szobrászműhelyét rövidesen fel kellett számolnia.
1911-ben Párizsba utazott, és ott nagy nélkülözések közepette élve, hónapokat töltött a múzeumok tanulmányozásával, kisebb megrendelésekből élt. A viaszbábu-formálás és a Van Gogh-rajzok hamisítása közben (erről ő maga írt visszaemlékezésében) nem feledkezett meg a budapesti Munkácsy szoborpályázatról sem. Terve – Munkácsy aktban – általános megdöbbenést keltett az 1914-es kiállításon. Az elítélő bírálatokkal mit sem törődve Ruskicára utazott, hogy a márványfaragásban kellő gyakorlatot szerezzen.
Az első világháború idején korán besorozták, 1915-ben az orosz, majd később az olasz hadszíntéren teljesített katonai szolgálatot. Rövid ideig a sajtó hadiszállásra vezényelték, itt munkája mellett gyakran készített szoborvázlatokat, és mintázással is foglalkozott. A háborúban ismerte meg Szenes Árpádot.
1918 őszén Budapesten a KÉVE, a Magyar Képzőművészek és Iparművészek Egyesületében rendezték meg első gyűjteményes kiállítását. 
A tanácsköztársaság kulturális vezérkara felismerte tehetségét, és 4000 korona ösztöndíjban részesítette. Ám a kommün bukása után, ezen ösztöndíj elnyerése miatt mint a „tanácsköztársaság kegyeltjét”, üldöztetés várta.
1920-ban Párizsba, majd Berlinbe emigrált. Tanulmányokat folytatott, elmélyült az ókori művészet – főképp a plasztikai művészet elemzésében. Az ekkor készült kisplasztikáit, Jób illusztrációit azután több helyen is kiállították, először 1922-ben a Graphisches Kabinetben, Berlinben, majd a Belvederében és később Budapesten is.
1926–1932 között Csehszlovákiában, azon belül is a volt magyar Felvidéken, a mai Szlovákia területén élt, azonban műveivel gyakorta hazalátogatott. Például 1927-ben Schreiber Hugóval a Tamás Galériában mutatkozott be, de járt Romániában és Jugoszláviában is, ahol Ivan Meštrović szobrászatával ismerkedett meg, később is igen nagyra tartotta. 1930-ban részt vett Párizsban a L'Art Français Indépendant kiállításán műveivel.
1932-től ismét Budapesten élt, ahol a művésztársakkal való napi kapcsolata szinte lételemévé vált. A szegényekkel, az elesettekkel, az önmaguk képviseletét felvállalni szociális helyzetük okán nem tudóakkal való együttérzés a képzőművészeti baloldal irányába terelte érdeklődését. Megalakulásától fogva tagja volt a Szocialista Képzőművészek Csoportjának, és több közös kiállításon is részt vett.
A második világháború nélkülözései, szenvedései, a bombázások őt sem kímélték. A háború számára betegséggel ért véget, amelynek egyik lezárásaként 1947-től fogva – érdemeinek elismeréseképpen – szociális nyugdíjat folyósítottak a részére. Alkotó kedve fizikai állapotának fokozatos javulásával párhuzamosan erősödött. 1947-ben az Európai Iskolában, majd a Művész galériában nyílt meg gyűjteményes kiállítása.
1948-ban Párizsban járt tanulmányúton, amely után hazatérve (bár kinn is maradhatott volna) a Fővárosi Népművelési Központban mutatta be újabb alkotásait. A Pro Arte, majd pedig az elsőként odaítélt Kossuth-díjat kapta meg életműve elismeréséül.
Az 1950-es évek őt sem kímélték – haladó gondolkodású művész-kortársaihoz hasonlóan – mindössze néhány alkalom adódott számára, hogy megmutathassa egyetemes tudását. 1954-ben a Fényes Adolf teremben, majd a forradalom után, 1957-ben, a Műcsarnokban nyílt alkalma a nyilvános bemutatkozásra.
Műtermében őrzött alkotásait gyakran és szívesen mutatta be az alkalmi érdeklődőknek, az ötvenes és a hatvanas évek elején. Közéleti visszavonultságáról a kor kultúrpolitikája gondoskodott. 1965. január 24-én tragikus villamos balesete után bekövetkezett halála azonban mély részvétet keltett mindazokban, akik szerették és értékelték munkásságát, akik pedig nem voltak kevesen.
Elek Artúr, Rabinovszky Máriusz, Lyka Károly, Kállai Ernő, Kassák Lajos, Mihályfi Ernő, Pogány Ö. Gábor írásai, kritikái és méltatásai kísérték végig az életét. A Magyar Televízió, halála után posztumusz portréfilmmel népszerűsítette az életében elismerést alig-alig kivívó, nehéz sorú művész munkásságát, amely 1966-ban, Vilt Tibor és Schaár Erzsébet műveiben lelt méltó folytatásra.

## Művészetéről

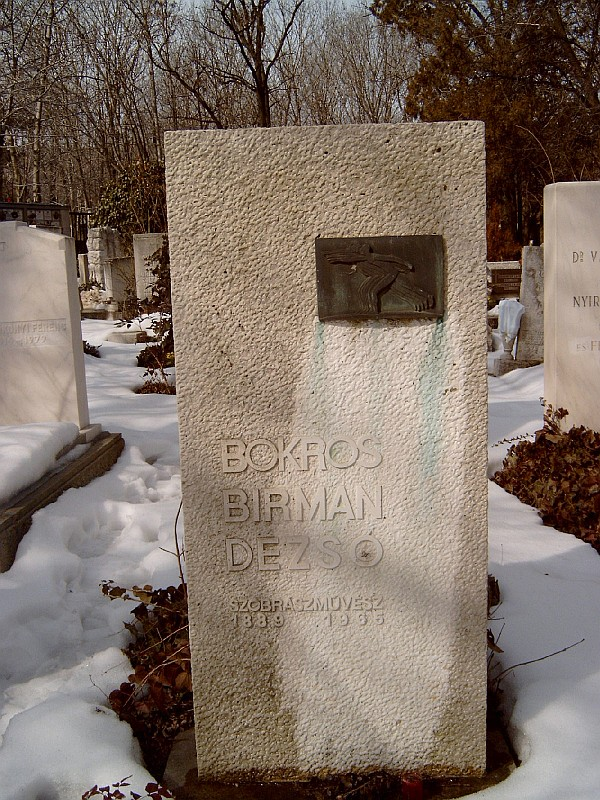
Bokros Birman Dezső sírja Budapesten. Farkasréti temető: 33/3-1-20. Sírját saját műve díszíti

Szobrainak sima, vagy éppen rusztikus, mozgalmas felületei alapján jellegzetes stílus periódusokat különböztetnek meg a művészettörténészek. A váltakozás elsősorban a harmincas évek végén következik be. Első fontos munkája a Ruskicán készült Alvó lány című márvány-szobra. Számtalan női portré, leányka fejszobrai zártságukkal fogják meg a nézőt. Férfi-képmásainál kitűnő érzékkel rendelkezik a karakter megragadásához. Megrendelésre készült mintázásai épp úgy az életmű részét adják, mint a barátokról, ismerősökről készült szobrok. A Kalapos önarckép (1927), és az Öregkori önarcképe (1955) művészettörténeti jelentőségű alkotások, épp úgy mint az 1944-ben elkészült Rokkant katona című mintázása. A Don Quijoteval a magányos hetyke tartású férfiakt sorozata veszi kezdetét. Az 1920-as évek kezdetén számos tömzsi, vastag végtagú, ruhátlan tornász alak mintázása kapcsán képez egy önálló, de kissé egyiptomias és kubista jellegű korszakot. Későbbi alakmintázásain is a test tömegének megragadását tartja szem előtt, a ruhák redői pusztán jelzésértékűek alkotásain. Ilyen formán sokan elsősorban a hazai kubizmus plasztikai képviselőjének tartják.

Szobrai egy része megtalálható a Magyar Nemzeti Galériában Budapesten és az Szent István Király Múzeumban Székesfehérvárott, több jelentős munkája azonban a nagyobb magángyűjteményeket gazdagítja.

### Szobrai
- Alvó lány (1916) (márvány, magasság: 133 cm) (MNG)
- Guggoló nő (1921) (bronz, magasság: 20 cm) (magántulajdonban)
- Ölelkezők (1923) (bronz, magasság: 30 cm) (magántulajdonban)
- László Mihály (1923) (bronz, magasság: 36 cm) (Kiscelli Múzeum, Budapest)
- Ady-fej (1924) (bronz, magasság: 35,5 cm) (MNG)
- Szágelné (1927) (bronz, magasság: 30 cm) (magántulajdonban)
- Kalapos önarckép (1927) (bronz, magasság: 27 cm) ( MNG)
- Don Quijote (1929) (Bronz, magasság: 117 cm) (MNG)
- Teremtés (1932) (bronz, magasság: 44 cm) (MNG)
- Schultheisz Baba  (portrészobor) (1932) (Bronz, magasság: 24 cm) (magántulajdonban)
- Madame Sans Gène (1934) (bronz, magasság: 33,5 cm) (JPM, Pécs)
- Köszöntő (1935) (bronz, magasság: 39, 5 cm) (MNG)
- Pán Imréné portrészobra(1935) (bronz, magasság: 36 cm) (magántulajdonban)
- Bíró Henrik portrészobra(1936) (MNG)
- Kubikos (1941) (bronz, magasság: 16 cm) (MNG)
- Napba néző bányász (1941) (bronz, magasság: 37 cm) (magántulajdonban)
- Tékozló fiú (1941) (Bronz, magasság: 34 cm) (Szent István Király Múzeum, Székesfehérvár)
- Tomi  (portrészobor) (1942) (bronz, magasság: 25 cm) (MNG)
- Aszfaltozó (1943) (Bronz, magasság: 19,6 cm) (MNG)
- Ruth és Noémi 1944 (Bronz, magasság: 25 cm) (Szent István Király Múzeum, Székesfehérvár)
- Rokkant katona (1944) (bronz, magasság: 27 cm) (MNG)
- A Duna-völgyi népek kórusa (1946) (bronz, magasság: 23,5 cm) (MNG)
- Dózsa György (1946) (bronz, magasság: 40 cm) (Szent István Király Múzeum, Székesfehérvár)
- Nő teknősbékával (1947) (Bronz, magasság: 25 cm) (magántulajdonban)
- Gáspár Endre portrészobra (1947) (bronz, magasság: 32 cm) (MNG)
- Bukor Béla portrészobra (1948) (bronz, magasság: 32 cm) (MNG)
- Kötényes fiú (Munkásfiú) (1957) ([gipsz, magasság: 70 cm) (István Király Múzeum, Székesfehérvár)
- Mednyánszky (egész alakos szobor) 1955 (bronz, magasság: 36 cm) (MNG)
- Halászfiú (1955) (bronz, magasság: 24 cm) (Szent István Király Múzeum, Székesfehérvár)
- Meditáló (1960) (bronz, magasság: 89 cm) (Szent István Király Múzeum, Székesfehérvár)
- Bartók portrészobra (1961) (gipsz, magasság: 30 cm) (Szent István Király Múzeum, Székesfehérvár)
- Álló férfi (1964) (bronz, magasság: 84 cm) (Szent István Király Múzeum, Székesfehérvár)

### Plakettjei
- Önarckép (1939) (Gipsz, 11 x 11 cm) (magántulajdonban)
- És vidd magaddal… 1940 (Gipsz, 16,5 cm) (Szent István Király Múzeum, Székesfehérvár)

### Grafikája
- Job-album (litográfiák) (1920-as évek)

## Társasági tagság
- KÉVE
- Európai Iskola

## Díjak
- Kossuth-díj (1949)
- Érdemes művész (1964)

## Szakirodalom
- Bokros Birman Dezső önéletírása – kézirat
- Eisler Mihály József: Bokros Birman Dezső – Nyugat, VII-1914. I. sz. 431-432. old.
- Elek Artúr: Bokros Birman Dezső szobrász – Nyugat, XVI-1923, 709-710.
- Kassák Lajos: Bokros Birman Dezső szobrász albuma – Nyugat, XXI.-1928. 767-768. old.
- Bokros Birman Dezső szobrász, Budapest, 1928 – Kállai Ernő előszavával
- Bokros Birman Dezső kiállításának katalógusa, 1943. Tamás Galéria, Kállay Ernő előszavával
- Bokros Birman Dezső, Budapest, 1949
- Bokros Birman Dezső legújabb műveinek kiállítása – katalógus, 1949. Rabinovszky Máriusz előszavával
- Bokros Birman Dezső kiállítása – 1954
- Bokros Birman Dezső emlékkiállítása – Katalógus, 1969, Magyar Nemzeti Galéria
- Baki Miklós (Szíj Béla): Bokros Birman Dezső – Művészet, 1968. 10. sz.
- Németh Lajos: Modern magyar művészet. Budapest, 1968. 102-103. old.
- Kovalovszky Márta: Bokros Birman – Corvina Kiadó, Budapest, 1971./ A Művészet kiskönyvtára „64”